# إنجي هانسن
إنجي هانسن (بالنرويجية البوكمول: Inge Hansen)‏ (21 أبريل 1946 - ) هو رائد أعمال ولاعب كرة يد النرويج. شارك في الألعاب الأولمبية الصيفية 1972.

## وصلات خارجية
- إنجي هانسن على موقع الاتحاد النرويجي لكرة اليد (النرويجية)
- إنجي هانسن على موقع أوليمبيديا (الإنجليزية)